# Цепочка уравнений Боголюбова
Цепочка уравнений Боголюбова (цепочка ББГКИ, иерархия ББГКИ, цепочка уравнений Боголюбова — Борна — Грина — Кирквуда — Ивона) — система уравнений эволюции системы, состоящей из большого числа тождественных взаимодействующих частиц, заключенных в некотором объёме {\displaystyle V}. Последовательность уравнений ББГКИ выражает эволюцию s-частичной функции распределения через (s+1)-частичную функцию распределения. Названа в честь Боголюбова, Борна, Грина, Кирквуда и Ивона (Yvon).

## Формулировка
Рассмотрим систему из {\displaystyle N} частиц с парным взаимодействием, находящуюся во внешнем поле. Пусть {\displaystyle \mathbf {q} _{i},\mathbf {p} _{i}} — обобщенные координаты и импульсы i-ой частицы, {\displaystyle \Phi ^{ext}(\mathbf {q} _{i})} — потенциал взаимодействия с внешнем полем, {\displaystyle \Phi _{ij}(\mathbf {q} _{i},\mathbf {q} _{j})} — потенциал (парного) взаимодействия частиц. Функция распределения полной системы {\displaystyle f_{N}=f_{N}(\mathbf {q} _{1}\dots \mathbf {q} _{N},\mathbf {p} _{1}\dots \mathbf {p} _{N},t)} удовлетворяет уравнению Лиувилля
{\displaystyle {\frac {\partial f_{N}}{\partial t}}+\sum _{i=1}^{N}\mathbf {\dot {q}} _{i}{\frac {\partial f_{N}}{\partial \mathbf {q} _{i}}}+\sum _{i=1}^{N}\left(-{\frac {\partial \Phi _{i}^{ext}}{\partial \mathbf {q} _{i}}}-\sum _{j=1}^{N}{\frac {\partial \Phi _{ij}}{\partial \mathbf {q} _{i}}}\right){\frac {\partial f_{N}}{\partial \mathbf {p} _{i}}}=0}
Рассматриваемая цепочка уравнений получается последовательным интегрированием уравнения Лиувилля по части переменных. В результате уравнение для s-частичной функции распределения {\displaystyle f_{s}=f_{s}(\mathbf {q} _{1}\dots \mathbf {q} _{s},\mathbf {p} _{1}\dots \mathbf {p} _{s},t)} имеет вид:
{\displaystyle {\frac {\partial f_{s}}{\partial t}}+\sum _{i=1}^{s}\mathbf {\dot {q}} _{i}{\frac {\partial f_{s}}{\partial \mathbf {q} _{i}}}+\sum _{i=1}^{s}\left(-{\frac {\partial \Phi _{i}^{ext}}{\partial \mathbf {q} _{i}}}-\sum _{j=1}^{s}{\frac {\partial \Phi _{ij}}{\partial \mathbf {q} _{i}}}\right){\frac {\partial f_{s}}{\partial \mathbf {p} _{i}}}=\sum _{i=1}^{s}\left(N-s\right){\frac {\partial }{\partial \mathbf {p} _{i}}}\int {\frac {\partial \Phi _{is+1}}{\partial \mathbf {q} _{i}}}f_{s+1}\,d\mathbf {q} _{s+1}d\mathbf {p} _{s+1}}

## Применение
Полученная цепочка зацепляющихся уравнений эквивалентна исходному уравнению Лиувилля и тем самым не описывает необратимость. К тому же, сложность её решения совпадает со сложностью решения уравнения Лиувилля. Однако при её обрыве и некоторых дополнительных предположениях симметричность по времени исчезает, как например при получении из цепочки ББГКИ классических и квантовых кинетических уравнений, и в частности, уравнения Больцмана. Подобные упрощения делают иерархию ББГКИ отправной точкой для многих кинетических теорий.